# Eustomias hypopsilus
Eustomias hypopsilus és una espècie de peix de la família dels estòmids i de l'ordre dels estomiformes.

## Morfologia
- Els mascles poden assolir 16,4 cm de longitud total.[3][4]

## Hàbitat
És un peix marí i d'aigües tropicals que viu fins als 200 m de fondària.

## Distribució geogràfica
Es troba al nord del Golf de Mèxic, l'Estret de Florida i davant les costes de les Guaianes.